# Hymne der bolschewistischen Partei

Flagge der Sowjetunion (1936–1955). Die Parteihymne wurde in diesen Jahren neben der Flagge zu einem wichtigen Symbol des bolschewistischen Regimes

Die Hymne der bolschewistischen Partei (russisch Гимн партии большевиков Gimn partii bolschewikow, lateinisch translitiert Gimn partii bol’ševikov, wörtlich: Hymne der Partei der Bolschewiki bzw. der Bolschewisten bzw. der Bolschewiken) ist ein von Alexander Alexandrow komponiertes politisches Lied. Den Text schrieb Wassili Iwanowitsch Lebedew-Kumatsch. Es diente von 1938 bis 1952 als Parteihymne der damaligen kommunistischen Einheitspartei der Sowjetunion unter der Diktatur Josef Stalins – der Allunions-Kommunistischen Partei (der Bolschewiki), kurz WKP(b). 
Nach der 1952 erfolgten Umbenennung der bolschewistischen Partei in Kommunistische Partei der Sowjetunion (KPdSU) wurde die Parteihymne nicht mehr weiter genutzt.
Die Melodie der Parteihymne wurde jedoch ab dem Jahr 1944 mit verändertem Text in die neueingeführte Hymne der Sowjetunion übernommen, und im Jahr 2000 machte der russische Präsident Wladimir Putin die Melodie ebenfalls zur Grundlage der neuen Hymne der Russischen Föderation.

## Entstehung
Das Lied wurde 1938 von Alexandrow komponiert (anderen Quellen zufolge 1939 oder erst 1940).

## Titel
Der ursprünglich von Alexandrow vorgeschlagene Titel für seine Komposition lautete Lied der Partei, welcher jedoch auf persönlichen Wunsch Stalins zu Hymne der bolschewistischen Partei (bzw. Hymne der Partei der Bolschewiki / Bolschewisten / Bolschewiken) umgeändert wurde.  Die Bezeichnung bolschewistische Partei (большевистская партия, bol’ševistskaya partiya) war von 1912 bis 1952 die gebräuchliche Selbstbezeichnung für die unter verschiedenen offiziellen Langformen und Kürzeln auftretende Partei der Bolschewiki. Sie wurde erst auf ihrem XIX. (19.) Parteitag im Oktober 1952 in Kommunistische Partei der Sowjetunion (KPdSU) umbenannt. Mit dem alten Parteinamen wurde auf dem Parteitag auch die Parteihymne aufgegeben.

## Rezeption
Stalin selbst gefiel Alexandrows Parteilied besonders gut. Gegenüber Alexandrow soll er sich geäußert haben, dass „dieses Lied wie ein Kriegsschiff“ sei.
Als die Melodie Alexandrows unter Präsident Wladimir Putin nach einer zehnjährigen Unterbrechung erneut als Grundlage für die neue Hymne der Russischen Föderation herangezogen wurde (zwischen 1990 und 2000 wurde das Patriotisches Lied als Staatshymne Russlands genutzt), regte sich heftiger Widerstand aus der russischen Zivilgesellschaft. Den größten Anstoß der Kritik von zahlreichen Intellektuellen und Künstlern gegen die neue Hymne lieferte dabei gerade die Tatsache, dass die Melodie in der Hymne der bolschewistischen Partei ihren Ursprung hat. Damit, so die Unterzeichner eines offenen Briefes an Präsident Putin, beleidige die Hymne die „Erinnerung an die Opfer der sowjetischen politischen Repressionen“. Ebenso kritisierte auch der russische PEN-Club, dass „die Hymne der Partei der Bolschewiki, eine stalinistische Hymne, [...] inakzeptabel [sei] für ein Land, das auf den Weg der Demokratie zurückkehrt.“
Die heutige Partei Kommunisten Russlands erklärte das alte bolschewistische Lied im Jahr 2016 wieder zu ihrer offiziellen Parteihymne.